# Nikolaus von Luxemburg

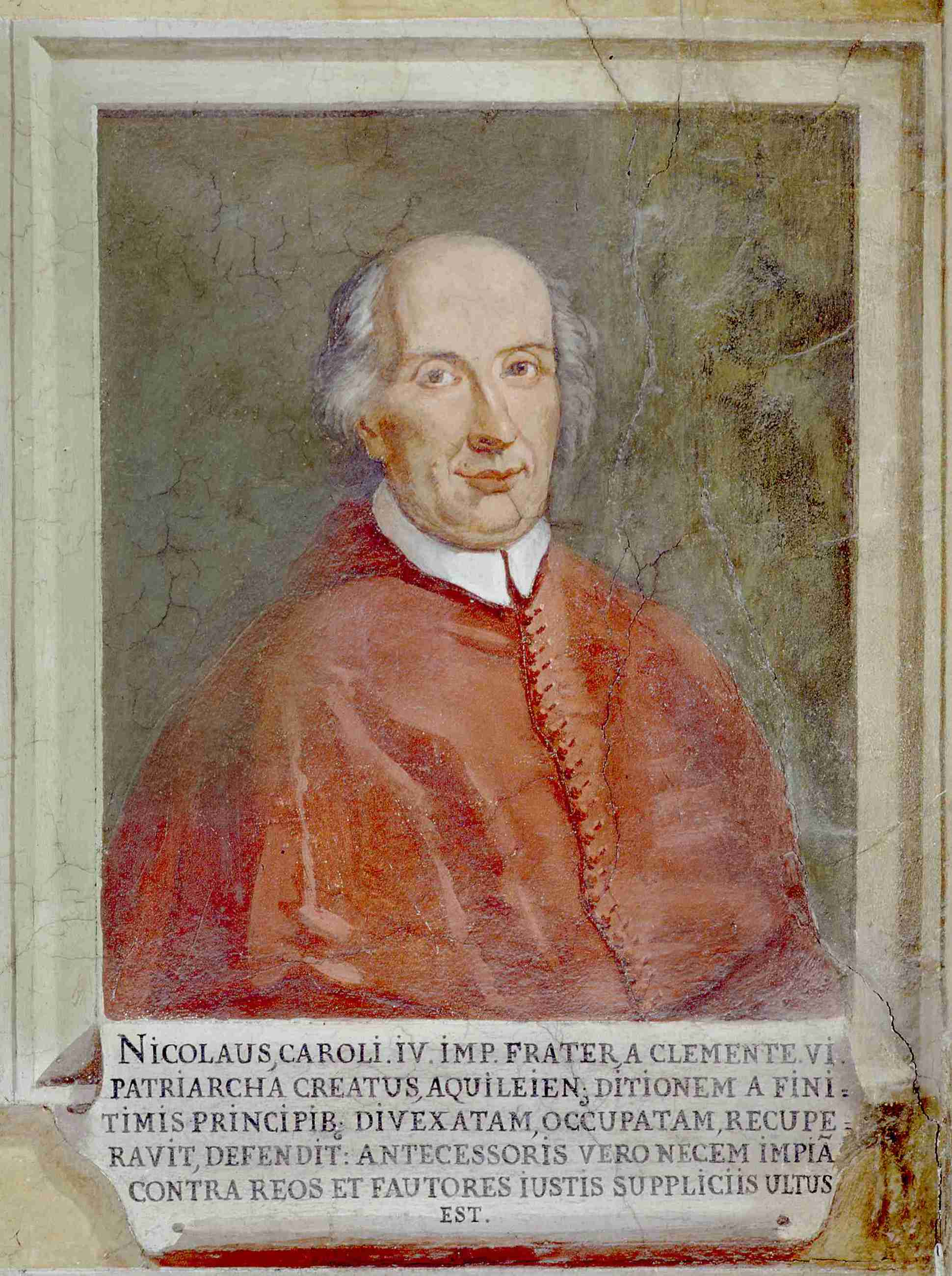
Porträt im Thronsaal des Patriarchenpalastes von Udine

Nikolaus von Luxemburg (* 1322 in Prag; † 30. Juli 1358 in Belluno) war Patriarch von Aquileia von 1350 bis 1358.

## Leben

### Herkunft
Er war ein unehelicher Sohn des Königs Johann von Böhmen. Der Name seiner Mutter ist nicht überliefert. Am 2. August 1342 ernannte ihn Papst Klemens VI. auf die Bitte König Johanns hin zum Propst in der Diözese Prag, am 20. Juli desselben Jahres hatte der Papst Nikolaus Kanonikat und Pfründe von Vyšehrad verliehen. 1345 überbrachte er persönlich eine Botschaft Johanns von Böhmen an Klemens VI. In einer Urkunde aus dem Jahr 1348 bezeichnete sich Nikolaus als Dekan der Olmützer Kirche und als königlicher Kanzler.

### Gegenbischof von Naumburg
Klemens VI. setzte Nikolaus am 7. Januar 1349 zum Bischof von Naumburg ein als Gegenkandidat zu Johann I., der vom Domkapitel ohne Zustimmung des Papstes erwählt worden war. Nikolaus siegelte zwar vereinzelt als Naumburger Bischof, unternahm aber keine Anstrengungen, das ihm zugewiesene Bistum in Besitz zu nehmen.

### Patriarch von Aquileia
Am 31. Oktober 1350 teilte Nikolaus den Einwohnern der Stadt Udine mit, dass er der neue Patriarch von Aquileia sei. Die Einsetzung war kurz zuvor erfolgt. Im Mai 1351 traf Nikolaus im Patriarchat von Aquileia ein und wurde dort feierlich empfangen. In seiner Amtszeit plante er gemeinsam mit seinem Halbbruder, dem späteren Kaiser Karl IV., eine Handelsstadt namens „Carola“ zu gründen. Es sollte nicht zu einer Umsetzung dieser Pläne kommen. Ende 1351/Anfang 1352 ließ der neue Patriarch einige Adlige hinrichten, die angeblich an der Ermordung seines Vorgängers, des Patriarchen Bertrand de St. Geniès beteiligt waren. 1353 bewilligte Karl IV. die Einrichtung eines studium generale für die Stadt Cividale. Im Oktober 1354 besuchte er das Patriarchat Aquileia auf seinem Weg nach Rom. Während seines Aufenthalts überreicht ihm Nikolaus zwei Hefte des Markusevangeliums, die eine begehrte Reliquie waren. Nikolaus begleitete seinen Halbbruder auf dem weiteren Weg durch Italien.
Karl IV. verlieh Nikolaus drei Ämter: das eines Vikars für Triest im Jahr 1354, das eines Vikars der Toskana im Mai 1355 sowie kurz darauf das des Generalvikars in Feltre und Belluno. Am 30. Juli 1358 ist der Patriarch Nikolaus in Belluno gestorben. Die Ursache ist nicht bekannt, vermutet wird eine Krankheit. Er ist in Udine unter dem Hauptaltar der Kirche bestattet worden.